# Obština Tervel
Obština Tervel (bulharsky Община Тервел) je bulharská jednotka územní samosprávy v Dobričské oblasti. Leží ve východním Bulharsku v Dolnodunajské nížině na východním úpatí Dolnodunajských vysočin. Sídlem obštiny je město Tervel, kromě něj zahrnuje obština 25 vesnic. Žije zde přes 17 tisíc stálých obyvatel.

## Sídla
| - Angelarij - Balik - Bezmer - Bonevo - Božan - Brestnica - Čestimensko - Glavanci - Gradnica | - Guslar - Kableškovo - Kladenci - Kočmar - Kolarci - Mali Izvor - Nova Kamena - Onogur - Orljak | - Polkovnik Savovo - Popgruevo - Profesor Zlatarski - Sărnec - Tervel (sídlo správy) - Vojnikovo - Zărnevo - Žeglarci |

## Sousední obštiny
| Růžice kompasu | Alfatar   | Kajnardža      | Krušari       | Růžice kompasu |
| Růžice kompasu | Dulovo    | Sever          | Dobrič-selska | Růžice kompasu |
| Růžice kompasu | Dulovo    | Obština Tervel | Dobrič-selska | Růžice kompasu |
| Růžice kompasu | Dulovo    | Jih            | Dobrič-selska | Růžice kompasu |
| Růžice kompasu | Kaolinovo | Nikola Kozlevo |               | Růžice kompasu |

## Obyvatelstvo
K 15. prosinci 2024 v obštině žilo 17 535 obyvatel a bylo zde trvale hlášeno 28 319 obyvatel. Podle sčítání 7. září 2021 bylo národnostní složení následující:
- Turci: 5 391 (48.5 %)
- Bulhaři: 4 622 (41.6 %)
- Romové: 1 029 (9.3 %)
- ostatní[p 4]: 66 (0.6 %)

V období 2011 až 2021 v obštině ubylo 1 144 obyvatel.